# Cichla thyrorus
Cichla thyrorus és una espècie de peix de la família dels cíclids i de l'ordre dels perciformes que habita al Brasil. Els mascles poden assolir els 43 cm de longitud total.